# Multituberculata
De Multituberculata zijn een orde van primitieve zoogdieren die inmiddels uitgestorven zijn. Ze leefden van het Jura tot het Vroeg-Oligoceen en multituberculaten zijn daarmee de langst levende zoogdiergroep. Ze waren wijdverspreid en resten van multituberculaten zijn op vrijwel alle continenten gevonden.
Multituberculata zijn genoemd naar het grote aantal (multi) knobbeltjes (tubercula) op hun kiezen. Gedurende een groot deel van het Krijt waren zij de meest succesvolle zoogdierorde. Zij bleven ook na de overgang naar het Tertiair bestaan en in het Paleoceen vormden zij nog een belangrijk deel van de fauna, ondanks de evolutionaire explosie die de placentaire zoogdieren in die tijd vertoonden. Mogelijk werden de multituberculaten uiteindelijk door de echte knaagdieren verdrongen.

## Kenmerken
Uiterlijk, met name wat betreft het gebit, leken de Multituberculata veel op de knaagdieren, hoewel ze hier totaal niet aan verwant zijn. De overeenkomsten berusten op de aanpassing aan dezelfde leefstijl en eetgewoontes (convergente evolutie). Ook de verwantschap van deze groep met andere zoogdieren is onduidelijk. Multituberculata waren levendbarende dieren, aangezien de heupgordel en het baringskanaal te smal zijn voor het leggen van eieren. De kleine, hulpeloze jongen werden waarschijnlijk geboren in een hol in de grond of in een boom, waar ze enigszins veilig waren voor roofdieren. De Multituberculata waren vermoedelijk nachtdieren, eerst om zo de dinosauriërs zo veel mogelijk te ontlopen, later om zo concurrentie met de meer ontwikkelde knaagdieren, die overdag actief waren, te vermijden. De knaagtanden en kiezen wijzen er op dat deze zoogdiertjes zich voedden met plantaardig materiaal, zoals bladeren, vruchten en noten. Wellicht stonden ook insecten en andere ongewervelden op het menu. De Multituberculata varieerden in grootte van het formaat van een rat tot dat van een bever. Sommige soorten leefden net als renmuizen op de grond, andere soorten hadden een leefwijze die overeenkwam met die van de eekhoorns.

## Enkele geslachten
Sinobaatar was een bodembewonende vorm die 125 miljoen jaar geleden in de regenwouden van Liaoning, China, leefde. Deze multituberculaat kwam voor met gevederde dinosauriërs als Sinosauropteryx en zoogdieren zoals Repenomamus en Eomaia.
Nemegtbaatar, Kryptobaatar en Kamptobaatar waren alle gravende dieren, die niet konden klimmen. Ze leefden in het Laat-Krijt in de woestijnen van Mongolië.
Ptilodus was aangepast aan het leven in de bomen. Dit geslacht leefde in Noord-Amerika in het Paleoceen. Het had een lange staart die voor evenwicht zorgde en een wendbaar enkelgewricht. Dit laatste kenmerk stelde Ptilodus in staat om met de kop naar beneden af te dalen uit de bomen. Scherpe klauwen zorgden voor een goede grip bij het klimmen.

## Classificatie
Kielan-Jaworowska en Hurum vonden in 2001 dat de meeste Multituberculata in twee onderorden konden worden verdeeld: Plagiaulacida en Cimolodonta. Een uitzondering is het geslacht Arginbaatar, dat kenmerken met beide gemeen heeft. De 'onderorde' "Plagiaulacida" is paraphyletisch. Het is een verzameling van de meer primitieve Multituberculata vanaf mogelijk het Midden-Jura tot het Onder-Krijt. Er worden nog drie onderverdelingen onderscheiden, maar de hele indeling zal mogelijk nog wel herzien worden.
De Cimolodonta daarentegen zien er eerder als een natuurlijke monofyletische groep uit. Zij zijn latere en meer ontwikkelde vormen vanaf het Onder-Krijt tot het Eoceen. Er zijn vier groepen (superfamilies).
Samengevat:
- Multituberculata
  - Plagiaulacida
    - Allodontida
    - Paulchoffatiida
    - Plagiaulacida

  - Arginbaatar-groep
  - Cimolestida
    - Djadochtatherioidea
    - Taeniolabidoidea
    - Ptilodontoidea
    - Paracimexomys-groep.

Dan zijn er nog de families Cimolomyidae, Boffiidae, Eucosmodontidae, Kogaionidae, Microcosmodontidae en de twee genera Uzbekbaatar and Viridomys. Van deze fossielen is het niet duidelijk hoe zij in de orde passen en zal meer materiaal gevonden moeten worden eer dat duidelijk zal worden.
Verreweg de meeste multi-fossielen worden op het noordelijk halfrond gevonden. Er is mogelijk slecht bewaard materiaal van Zuid-Amerika, maar het is goed mogelijk dat de Multituberculata beperkt waren tot de continenten van het noorden (Noord-Amerika, Europa, Siberië/China).
Op het zuidelijk halfrond worden Gondwanatheria gevonden, waarvan eerst gedacht is dat zij ook multi's waren, maar die toewijzing vindt nu weinig steun meer.